# District de Delémont
Le district de Delémont est un des trois districts du canton du Jura en Suisse. Le chef-lieu est Delémont.
Le district a été créé le 1er janvier 1979 à la suite de la création de la République et Canton du Jura.

## Communes
Le district est composé des communes suivantes :
| Nom         | N° OFS | Population (décembre 2022) |
| ----------- | ------ | -------------------------- |
| Boécourt    | 6702   | +000951,                   |
| Bourrignon  | 6703   | +000258,                   |
| Châtillon   | 6704   | +000471,                   |
| Courchapoix | 6706   | +000441,                   |
| Courrendlin | 6708   | +003 686,                  |
| Courroux    | 6709   | +003 313,                  |
| Courtételle | 6710   | +002 654,                  |
| Delémont    | 6711   | +012 636,                  |
| Develier    | 6712   | +001 360,                  |
| Ederswiler  | 6713   | +000112,                   |
| Haute-Sorne | 6729   | +007 319,                  |
| Mervelier   | 6715   | +000522,                   |
| Mettembert  | 6716   | +000106,                   |
| Movelier    | 6718   | +000425,                   |
| Pleigne     | 6719   | +000350,                   |
| Rossemaison | 6721   | +000733,                   |
| Saulcy      | 6722   | +000270,                   |
| Soyhières   | 6724   | +000417,                   |
| Val Terbi   | 6730   | +003 285,                  |
| Total       | Total  | +039 309,                  |

## Armoiries
Les armoiries du district de Delémont sont : « De gueules à la crosse épiscopale de Bâle d'argent sur un mont de six coupeaux du même. ». 

Il s'agit des mêmes armoiries que celles de la ville de Delémont.